# ADA Engineering
ADA Engineering était une écurie de sport automobile britannique. Fondée en 1977 par Leon Smith, Gerard Sauer et Woody Harris, elle s'était spécialisée dans la restauration des voitures de compétition des années 60 à 80, dans la fabrication d'éléments de suspension et de freins pour les voitures d'endurance. Elle fut ensuite reprise par Chris Crawford, et Ian Harrower. Elle a participé à différents championnats tels que le Championnat du monde des voitures de sport ainsi qu'aux 24 Heures du Mans,.

## Histoire

### L'ADA 02 et l'ADA 02B
En 1987, après avoir commencé le Championnat du monde des voitures de sport avec sa vénérable Gebhardt JC843 pour les manches de Jarama et de Jerez, l'ADA Engineering a été de retour sur les circuits en Juillet avec l'ADA 02 pour les 1 000 kilomètres de Brands Hatch. Surnommée « OZ » car c’est ainsi qu’elle était mentionnée dans le programme officiel au lieu de 02, l’ADA 02 embarquait un bloc Ford Cosworth DFL de 3,3 litres. Elle a impressionné dès ses débuts (malgré un abandon sur un problème de direction) en se positionnant pendant la course au milieu de la meute des Jaguar. Pour sa troisième apparition, lors des 1 000 kilomètres de Kyalami, le pilote sud-africain Mike Briggs a malheureusement perdu le contrôle de la voiture et ainsi percuté les barrières et est renvoyant la voiture au milieu de la piste.
Réparée chez March Engineering pendant la saison 1988, l’ADA 02 a retrouvé la compétition en mai 1989 pour la manche de Supercup de Silverstone. Elle est alors souvent désignée avec le numéro de châssis ADA 02-B.
En 1989, l’épreuve des 24 Heures du Mans était originellement présente dans le calendrier du Championnat du monde des voitures de sport et de ce fait était exclusivement réservée aux concurrents engagés dans ce championnat. Ce n’est pas le cas d’ADA Engineering avec ses finances modestes. Ainsi, aucune présence de la part d’une ADA n’est attendue. Mais au mois de mai, décision est prise de conserver Le Mans en dehors du championnat par l’ACO et la FISA. Les « exclus » retrouvent le droit de venir, et ADA Engineering décrocha un ticket pour la course avec son ADA 02-B. Avec un temps de 3’48’’80, la voiture s’est élancée du fond de grille. Lors de la course, elle s'est fait remarquer avec des problèmes de portières perdues en plusieurs occasions. Elle s'arrêta ensuite à Arnage à la suite de la perte d'une puce de l’unité de commande électronique. Aux stands, la batterie, l’allumage, les amortisseurs ont été changés avant que des problèmes moteur n’apparaissent en poussant ainsi l’écurie à déclarer forfait.
En 1990, elle est de retour aux 24 Heures du Mans. L’ADA 02-B s'est battu et s'est maintenu dans la Top 3 de la catégorie C2. Au petit matin, une rupture de suspension a fait partir en tête à queue la voiture. Après 14 heures de course, elle s'est ainsi retrouvée piégée dans un bac à graviers, endommagée, elle dut abandonner.

### L'ADA 03
En 1988, ADA Engineering a commencé sa saison en participant aux 24 Heures de Daytona avec sa nouvelle ADA 03, une voiture basée sur un châssis March Engineering et équipée d'un un bloc Ford Cosworth DFV de 3,0 litres. À la suite de cette expérience, la voiture, maintenant équipée avec un bloc Ford Cosworth DFL de 3,3 litres, a été engagée dans Championnat du monde des voitures de sport dans la catégorie C2. Elle participa ainsi à 6 des 11 manches du championnat à la suite d'un accident lors des 1 000 kilomètres de Brands Hatch qui ne lui permit de revenir seulement pour la dernière manche du championnat, les 360 kilomètres de Sandown Park. Les deux performances à retenir de la saison ont été une 2e place de catégorie lors des 24 Heures du Mans et des 360 kilomètres de Sandown Park. À la suite de cela, l'ADA Engenering n'utilisera plus cette voiture à la suite de la vente de celle-ci à Colin Pool qui la fera participer au championnat anglais DBRC C2 avec l'écurie Plumtree Racing.

### LaPorsche 962 GTi

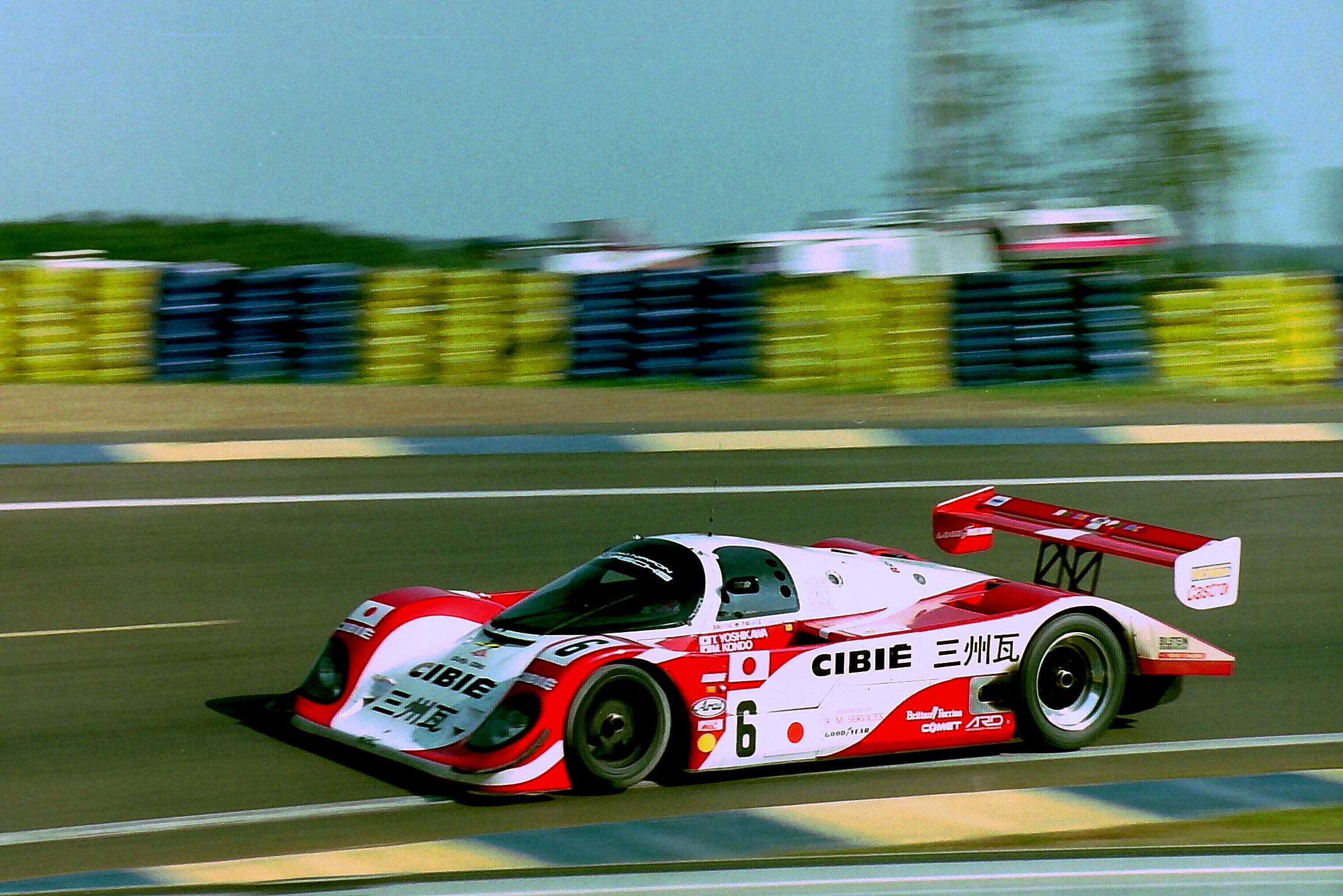
La Porsche 962 GTi de l'écurie ADA Engineering / Team Nippon lors des 24 Heures du Mans 1994

En 1992, l'ADA Engineering s'est engagée aux 24 Heures du Mans, avec une Porsche 962 GTi construite par le Richard Lloyd Racing en 1990. C'est avec comme pilotes Tiff Needell, Derek Bell et Justin Bell que la voiture a participé à la course. La Porsche 962 GTi s'était qualifiée en 17e position sur la grille avec un temps de 3 min 51 s 150. À la suite de problèmes de freins en début de course, La Porsche 962 GTi n°53 s’était ensuite parfaitement bien comportée pour terminer 12e position au classement général.
En 1994, ADA Engineering a de nouveau engagé sa Porsche 962 GTi aux 24 Heures du Mans mais cette fois-ci sous pavillon japonais avec comme nom de ADA Engineering / Team Nippon. C'est avec comme pilotes Jun Harada, Tomiko Yoshikawa (de) et Masahiko Kondo que la voiture a participé à la course. La Porsche 962 GTi s'était qualifiée en 13e position sur la grille mais elle ne voit pas l’arrivée…

## Pilotes
- Arthur Abrahams (1988)
- Phil Andrews (en) (1994)
- Jonathan Baker (en) (1994)
- Derek Bell (1992)
- Justin Bell (1992)
- Laurence Bristow (en) (1989)
- Dominic Chappell (en) (1994)
- "Pierre Chauvet" (en) (1988)
- Evan Clements (de) (1985 - 1986)
- Tom Dodd-Noble (de) (1986, 1988)
- Francois Duret (1983)
- Hideo Fukuyama (1988)
- Jun Harada (1994)
- Ian Harrower (1983 - 1986, 1988 - 1990)
- Steve Earle (1985)
- Johnny Herbert (1988)
- Steve Kempton (pl) (1988)
- Masahiko Kondo (1994)
- Tim Lee-Davey (1988)
- Jerry Mahony (en) (1990)
- Tiff Needell (1992)
- Richard Piper (1985)
- Colin Pool (1988 - 1989)
- John Sheldon (1983, 1985, 1988, 1990)
- Glen Smith (1984)
- John Smith (1988)
- "Stingbrace" (1988)
- Bill Wolff (1984)
- Dudley Wood (1988)
- Jiro Yoneyama (1988)
- Tomiko Yoshikawa (de) (1994)